# Superstar (chanson de Superbus)
Pour les articles homonymes, voir Superstar.
Singles de Superbus
Tchi-Cum-Bah Into The Groove
Pistes de Aéromusical
Je Reste Encore Tchi-Cum-Bah
Superstar est le deuxième single du groupe de rock français Superbus qui figure sur leur premier album studio Aéromusical. Le morceau est diffusé en radio dès fin 2002, est sorti en single en 2003.
Le clip comporte trois tableaux. Le premier couplet où le groupe joue dans une sorte de cave, le deuxième couplet où le groupe joue sur scène dans une salle de concert (avec un public composé exclusivement de fans), et le troisième où le groupe joue dans un stade. Le clip a été tourné le 14 février 2003 à St Ouen en banlieue parisienne et dirigé par Lionel Delplanque.